# Changchunsaurus
Changchunsaurus là một chi khủng long, được Zan Chen J. Jin L. & Li T. mô tả khoa học năm 2005.